# Halloween (Frank Zappa-album)
A Halloween Frank Zappa DVD-Audio formátumban megjelent albuma, 2003-ban adta ki a Vaulternative Records. A program a New York-i Palladiumban 1978-ban adott Halloween-i koncertsorozat anyagából áll, illetve ugyanebből az időszakból származó néhány videófelvételből.

## A lemezről
A lemezt Dweezil Zappa állította össze Frank Zappa korábban előkészített anyagaiból; a kiadványért apa és fia 2003-ban elnyerte a "Surround hangzás úttörői" díjat. A nyitó "Ancient Armaments" című szóló korábban az "I Don't Wanna Get Drafted" kislemez B oldalán már megjelent. A lemez borítójának a Hot Rats albumot felidéző fotóját Molly Stein készítette:
Frank Is Back
Ahogy mindenre ami Zappa, erre is csak azt lehet mondani, hogy "fura".
Sokat álmodtam egyidőben Frankről - ez volt az én szokásos FZ-álmom, amiben rendszerint valami furcsa vagy vicces vagy tragikus történt, ő meg csak ült ott és cigizett… szinte közömbösen… unatkozva… csak nézte az előtte lejátszódó emberi szituációkat.
Egy nap, korán reggel pont egy ehhez hasonló FZ-álom után egy fotózásra vezettem, félig szinte még aludtam, amikor a szemem sarkából megpillantottam egy táblát "Frank visszatért" felirattal. Majdnem lehajtottam az útról. Végül sikerült a kocsival lehúzódnom, és észrevettem a tábla mellett a kis szellemet, mögötte meg az amerikai zászlót. Muszáj volt nevetnem. Akkor készítettem ezt a képet.
Akkor azt gondoltam, ha Frank valaha is visszatérne, valószínűleg valahogy így csinálná.
Molly Stein
2002 október
A lemez alapanyagául szolgáló öt Halloween-i monstre-koncertről néhány szám a You Can’t Do That on Stage Anymore sorozat tagjainak valamelyikére is felkerült. A Halloween megjelenésekor sokan csalódottan vették ugyanakkor tudomásul, hogy az öt koncert illetve azok közül is a záró, három és fél órás show anyagából mindössze 70 percnyi anyag került erre az albumra (a lemez elejére ugyanakkor felkerült Zappa üdvözlése: "Ma este, mivel ez A Nagy Buli, egy nagyon hosszú koncertet játszunk").

## Az album számai
Minden darab szerzője Frank Zappa, kivétel a "Zeets".

### Hanganyag
1. "NYC Audience" – 1:17
2. "Ancient Armaments" – 8:23
3. "Dancin' Fool" – 4:35
4. "Easy Meat" – 6:03
5. "Magic Fingers" – 2:33
6. "Don't Eat the Yellow Snow" – 2:24
7. "Conehead" – 4:02
8. "Zeets" (Vinnie Colaiuta) – 2:58
9. "Stink-Foot" – 8:51
10. "Dinah-Moe Humm" – 5:27
11. "Camarillo Brillo" – 3:14
12. "Muffin Man" – 3:32
13. "Black Napkins (The Deathless Horsie)" – 16:56

Az ötödik szám, a "Magic Fingers" az október 31-ei és a két október 27-ei koncerten felvett anyagokból származik; a többi dal forrása:
- Október 27, első koncert – 10–12. szám;
- Október 27, második koncert – 4. szám;
- Október 28, első koncert – 7. szám;
- Október 31, – 1., 2., 3., 6., 8., 9. és 13. szám;

### További tartalom
- "Suicide Chump" – 9:31
  - Fekete-fehér videó, a felvétel helye és ideje: Capitol Theatre, Passaic, New Jersey, 1978. október 13.
- "Dancin' Fool" – 3:48
  - Színes videó, a Saturday Night Live adásából (New York City, 1978. október 21.)
- Rádióinterjú – 9:41
  - Csak hanganyag, a WPIX interjúja, riporter Mark Simone, készült 1978. október 30-án.

## A zenészek
- Frank Zappa – szólógitár, ének
- Vinnie Colaiuta – dobok
- Arthur Barrow – basszusgitár
- Patrick O'Hearn – basszusgitár
- Tommy Mars – billentyűs hangszerek
- Denny Walley – gitár, ének
- Peter Wolf – billentyűs hangszerek
- Ed Mann – ütőhangszerek
- L. Shankar – hegedű

## Külső hivatkozások
- Lemezinformációk – az Information Is Not Knowledge oldalon;
- The Halloween '78 Files – a 78-as Halloween koncertek adatbázisa;
- Halloween – a lemez beharangozója a zappa.com-on
- Olvasói vélemények – a Kill Ugly Radio oldalon